# Mladé ANO
Mladé ANO je mládežnická organizace českého politického hnutí ANO 2011.
Spolek byl registrován 29. března 2015 a oficiální vyhlášení spolku proběhlo 1. května na lodi Šumava cestou z Podskalí do Troje, během prvomájové akce hnutí ANO.
Oficiálním stanoviskem spolku je zvyšování politické gramotnosti v České republice, vzdělávání mladých lidí v oblastech veřejného života a jejich zapojení do veřejného dění v rámci České republiky a Evropské unie. Dále spolupracuje s hnutím ANO, na jehož program Mladé ANO navazuje.
Mladé ANO řadí mezi své priority podporu inovací, konkurenceschopnosti a vytváření kvalitních podmínek pro podnikání. Jako stěžejní hodnoty uvádí svobodu projevu, rovnost před zákonem a právo na majetek. Zároveň tvrdí, že hájí české národní zájmy skrze aktivní spolupráci na evropské i transatlantické úrovni.
Předsedou Mladého ANO je Adam Knedlhans. Mezi jeho členy patří i Ondřej Babka, nejmladší zvolený poslanec ve volbách do PSP ČR v roce 2021.